# Waratah Reservoir
Das Waratah Reservoir ist ein Stausee im Nordwesten des australischen Bundesstaates Tasmanien, 2 km südlich der Kleinstadt Waratah und 53 km südwestlich von Burnie.
Der Stausee dient der Wasserversorgung der Kleinstadt Waratah. In ihm hat der Waratah River seinen Ursprung.